# ژان مانس
ژان مانس (فرانسوی: Jeanne Mance‎؛ ۱۲ نوامبر ۱۶۰۶ – ۱۸ ژوئن ۱۶۷۳) یک پرستار اهل فرانسه و از مهاجران فرانسه نو بود.
او که یکی از بنیان‌گذاران شهر مونترآل در سال ۱۶۴۲ است، نخستین بیمارستان کشور کانادا را نیز به نام اوتل-دیو در سال ۱۶۴۵ میلادی بنیان نهاد. او دو مرتبه به‌منظور تأمین بودجه برای این بیمارستان به فرانسه بازگشت. وی پس از سال‌ها تلاش فردی، در سال ۱۶۵۷، سه خواهر راهبه را از «انجمن مذهبی پرستاران سنت ژوزف» به عنوان پرستار به استخدام درآورد و به ادارهٔ این بیمارستان سر و سامان بیشتری بخشید.